# 黑白無雙
《黑白无双》，原名黑白无常，是责编小狐与设计者WINFIELD，作者于彦舒画的漫画。获得金龙奖第2届最佳故事漫画奖。两主角小黑小白是鬼差。在《漫友·动画100》上连载，且有番外篇《黑白无双PRO》。另有改编同名动画作品一、二季。
《黑白无常》是于彦舒在《漫友·动画100》连载的漫画，而作者自己也相信死后世界，也觉得那样合理。
獲第二屆OACC金龍獎最佳故事漫畫銅獎